# Karl Beggel
Karl Beggel (* 17. März 1892 in München; † 27. Dezember 1951 ebd.) war ein deutscher politischer Funktionär und paramilitärischer Aktivist.

## Leben und Tätigkeit
Beggel war ein Sohn des Schreiners Benedikt Beggel und seiner Ehefrau Susanne, geb. Gail.
Von 1914 bis 1918 nahm Beggel als Berufsunteroffizier am Ersten Weltkrieg teil, während dem er der 2. Kompanie des 9. bayerischen Infanterieregiments als Kompaniefeldwebel angehörte. Im Jahr 1917 erlitt er eine schwere Verwundung. Anlässlich seiner Entlassung aus der Armee bei Kriegsende erhielt er den Rang eines Leutnants. In der Nachkriegszeit arbeitete er als Angestellter bei der Reichsbank.
1919 trat Beggel in die damalige Deutsche Arbeiterpartei (DAP) in München ein (Mitgliedsnummer 509), in der er von 1919 bis Ende Januar 1920 als Nachfolger von Franz Girisch den Posten des Parteikassierers übernahm, auf dem ihm dann Mainrad Holzinger nachfolgte. In den Jahren 1919 und 1920 trug der Offiziersstellvertreter dazu bei, der jungen DAP bzw. NSDAP die für sie damals lebenswichtige Unterstützung durch verschiedene Einrichtungen der Armee zu verschaffen. Auf Betreiben Hitlers wurde Beggel, den er aus seiner Zeit als V-Mann der bayerischen Armee im Sommer 1919 kannte, in den Arbeitsausschuss der NSDAP aufgenommen.
Im Jahr 1923 übernahm Beggel die Führung des 1. Bataillons des SA-Regiments München. Neben dem Kommandeur des SA-Regiments, Wilhelm Brückner, und den Führern der anderen beiden Bataillone des Regiments, Edmund Heines und Hans Knauth, war er damit einer der vier höchsten SA-Führer Münchens im Jahr 1923. In seiner Funktion unterstanden ihm damals etwa 600 Mann.
In seiner Stellung als Führer des 1. Bataillons des Münchener SA-Regiments nahm Beggel am 8. und 9. November 1923 am Hitler-Putsch teil, einem Versuch zum gewaltsamen Umsturz des bestehenden Staates durch die in der Arbeitsgemeinschaft vaterländischer Verbände zusammengefassten Organisationen der extremen völkischen Rechten.
Im Jahr 1924 war Beggel Angeklagter in einem der Hitler-Putsch-Prozesse, die im Frühling und Sommer 1924 vor dem Volksgericht München I abgehalten wurden. Ihm wurde die Verantwortung für den Diebstahl von Banknoten durch die ihm unterstehende SA während der Besetzung der Münchener Druckereien während des Putsches zum Vorwurf gemacht. Auch 1925 unterhielt Beggel nachweislich noch persönliche Kontakte zu Hitler.
Am 30. Juni 1937 beantragte er die Aufnahme in die neu gegründete NSDAP und wurde rückwirkend zum 1. Mai desselben Jahres aufgenommen (Mitgliedsnummer 4.263.614).